# Star Wars: X-Wing
Star Wars: X-Wing ist eine 1993 veröffentlichte Weltraum-Flugsimulation von LucasArts. Programmiert wurde sie für MS-DOS, später kam eine Portierung für den Apple Macintosh hinzu. Das Spiel, das von seinen Machern als „Raumkampf-Simulator“ bezeichnet wird, war das erste, in dem ein Spieler im Cockpit eines Raumjägers in das beliebte Star-Wars-Universum eintauchen konnte. X-Wing wurde für LucasArts ein großer Erfolg und markiert den Beginn einer Reihe von PC-Spielen, die auf der Star-Wars-Saga basieren. Es ist Teil einer Reihe, der auch Star Wars: TIE Fighter und Star Wars: X-Wing Alliance angehören.

## Handlung
Die Handlung des Spiels beginnt einige Monate vor Beginn von Episode IV – Eine neue Hoffnung. Die Macht des Imperators Palpatine über sein Galaktisches Imperium ist gefestigt. Die fortgesetzten Grausamkeiten bei der Durchsetzung seiner „Neuen Ordnung“ führten jedoch zur Gründung der Allianz der Rebellen. Mit Hilfe der Mon Calamari und anderer Völker gelang es der Allianz, eine schlagkräftige Flotte aufzubauen. Lediglich die Jagdpiloten müssen sich zumeist auf veraltete Schiffe verlassen.
Das Intro des Spiels zeigt die Schlacht von Turkana: Die Hauptflotte der Allianz, darunter das Flaggschiff Independence, wird von einer Gruppe Sternzerstörer entdeckt. Bei der folgenden Schlacht setzen die Rebellen erstmals eine Staffel der neuen, im Geheimen gebauten X-Flügler ein. Dieser neue Sternenjäger richtet unter den TIE-Schwadronen des Imperiums verheerende Schäden an und zwingt ihre Flotte zum Rückzug.
Der Spieler selbst beginnt als Flugkadett der Allianz. Obwohl der Spieler den Namen des Piloten selbst wählen kann, etablieren ein dem Spiel beigelegtes Heft sowie das offizielle Lösungsbuch den Charakter „Keyan Farlander“. In dem Buch werden auch weitere, im Spiel namenlose, Charaktere eingeführt, die allgemein in den Star-Wars-Kanon aufgenommen wurden. Farlander wird nach seiner Ausbildung zur Staffel Rot an Bord des Kreuzers Defiance versetzt.

### Feldzug I: Eine neue Allianz
Als die imperiale Korvette Bixby zu den Rebellen überläuft, erfahren diese von der Operation „Strike Fear“, die als Reaktion auf die neue Bedrohung durch die X-Flügler gedacht ist. Die Operation soll, unter der Führung des Sternzerstörers Invincible, die vermuteten Basen der Allianz angreifen, anstatt sich ihr im Raumkampf zu stellen. Farlander gelingt es in einer seiner ersten Missionen, den Aufmarsch der imperialen Flotte auszuspähen und einen Großteil der beteiligten Schiffe zu identifizieren. Als erstes mögliches Ziel wird die Rebellenbasis auf Briggia ausgemacht. Die Piloten der Defiance beschützen die Schiffe während der Evakuierung der Basis. Zur gleichen Zeit greifen Sternzerstörer die Rebellenbasis auf Orion IV an und erobern sie. Bevor es zu einem Angriff auf eine dritte Basis kommt, benötigt die Invincible neue Versorgungsgüter. Den Rebellen gelingt es, den Versorgungskonvoi abzufangen und zu zerstören, wodurch die Operation „Strike Fear“ um Wochen zurückgeschlagen wird.
Währenddessen bemüht sich die Allianz der Rebellen um die Unterstützung der Sullustaner. Offiziell dem Imperium verbunden, regt sich im Geheimen Widerstand gegen die Neue Ordnung. Als die Rebellen mehrere von den Imperialen entführte Sullustaner befreien, sagen diese Gesprächen zu. Trotz strenger Geheimhaltung taucht während des Treffens die Invincible auf. Keyan Farlander hat maßgeblichen Anteil daran, dass Rebellen und Sullustaner unbeschadet entkommen können. Mit Hilfe ihrer neuen Verbündeten entwickeln die Rebellen einen Plan, Operation „Strike Fear“ endgültig zu beenden. Die Rebellen entführen mehrere Techniker der Cygnus Corporation. Diese sollen eine Lambda-Fähre so präparieren, dass sie von den Imperialen als Versorgungsfähre erkannt wird. In einer zweiten Mission stehlen die Rebellen einen imperialen Frachter mit einem Atomsprengkopf an Bord. Bei einem fingierten Versorgungsflug mit der umgerüsteten Fähre platzieren die Rebellen die Bombe an Bord der Invincible und bringen den Sternzerstörer zur Explosion. Für seinen Anteil an der Niederschlagung von „Strike Fear“ wird Farlander mit dem Corellianischen Kreuz ausgezeichnet.

### Feldzug II: Die große Suche
Keyan Farlander und sein Flügelmann assistieren bei der Befreiung zweier Piloten der Allianz aus der Gefangenschaft. Diese informieren die Rebellen erstmals über Gerüchte über eine neue Geheimwaffe des Imperiums. Um die Gerüchte um dieses neue Militärprojekt des Imperators zu verifizieren, startet die Allianz die Operation „Skyhook“. Die Piloten der Defiance kapern einen Frachter mit imperialen Kommunikationssatelliten. Diese Satelliten werden von einer Rebellen-Korvette ausgesetzt und gliedern sich in das Funknetzwerk des Imperiums ein. Einige Zeit später empfängt eine Horchstation in der Cron Drift tatsächlich Details über eine riesige Kampfstation des Imperiums – den Todesstern.
Um ihre Spuren über den Erwerb der Pläne zu verwischen, entwirft der Stab der Defiance einen Plan: Der Sternzerstörer Intrepid, der in diesem Sektor operiert, soll zerstört werden. Die Piloten zerstören in mehreren Missionen erfolgreich Versorgungsmaterial, Geleitschiffe und Jägerstaffeln des Schiffes. In einem waghalsigen Angriff der Staffeln Rot, Gold und Blau soll das nun gestrandete Trägerschiff schließlich direkt angegriffen werden: Während die A-Flügler die verbliebenen Jäger auf sich ziehen, gelingt es Keyan Farlander, die Schildgeneratoren auf der Brücke des Sternzerstörers auszuschalten. Die Y-Flügler führen den eigentlichen Angriff durch: Die Intrepid wird vernichtet.
Währenddessen werden die in der Cron Drift empfangenen Pläne der Senatorin von Alderaan, Leia Organa übergeben. An Bord ihres Konsularschiffs sammelt sie alle Daten, die die Rebellion über den Todesstern in Erfahrung bringen konnte. Überraschend erscheint der Sternzerstörer Immortal und startet seine Jäger gegen die Korvette. Farlander gelingt es, die TIE-Bomber lange genug zurückzuhalten, sodass Prinzessin Leia entkommen kann. Für seine Verdienste bei der Operation „Skyhook“ und die Verteidigung Leia Organas erhält Farlander das Mantooine-Medaillon.
(An dieser Stelle beginnt Episode IV, in der Prinzessin Leia mit den Plänen vor der imperialen Flotte flieht.)

### Feldzug III: Das letzte Gefecht
Die Allianz der Rebellen bereitet sich auf den Kampf gegen die neue Raumstation des Imperiums vor. Die Piloten der Defiance versuchen zunächst, den Bau der Station zu verlangsamen. Nach wie vor auf der Suche nach dem Produktionsort des Todessterns, beschließt das Kommando der Allianz einen gewagten Plan. Durch die Zerstörung eines Treibstoffdepots soll ein so gestrandetes imperiales Raumschiff erobert werden. Den Piloten der Defiance gelingt es, die Fregatte Priam zu kapern, die die Station mit fast leeren Treibstofftanks anfliegt. Die Rebellen erfahren so den Ort, wo der Todesstern gefertigt wird: den Gefängnisplaneten Despayre. Als die Allianz den Planeten erreicht, hat der inzwischen funktionsfähige Todesstern diesen bereits mit allen Gefangenen vernichtet und das System verlassen. Darüber hinaus wird das Rebellen-Flaggschiff Independence vom Imperium angegriffen. Das Oberkommando der Allianz wird von dem Schiff auf die geheime Basis Yavin IV evakuiert.
Als Prinzessin Leia den Todesstern zu der Geheimbasis lockt, kommt es zu der aus dem Film bekannten Entscheidungsschlacht. Bei X-Wing findet diese in mehreren Etappen statt: Zunächst wird der Geleitschutz der Station angegriffen, dann eine Schneise in die Turbolaser-Phalanxen geschossen. In der letzten Mission lenkt der Spieler schließlich Luke Skywalkers X-Flügler, der den entscheidenden Treffer auf den Todesstern erzielt und diesen vollständig vernichtet. Farlander, der – laut Kanon – während der Mission einen Y-Flügler flog, überlebt die Schlacht und erhält den Orden „Stern von Alderaan“.

## Spielprinzip
Der Spieler legt zunächst ein Pilotenprofil an. Durch den Abschluss von Missionen und das Sammeln von Spielpunkten können Orden und Beförderungen verdient werden. Stirbt der Pilot während einer Mission oder wird er vom Imperium gefangen genommen, kann er vom Spieler „wiederbelebt“ werden, verliert aber alle Punkte und Rangstufen. Die meisten Spieler umgehen diese Einschränkung, indem sie nach jeder erfolgreichen Mission manuell eine Sicherungskopie ihrer Pilotendatei anlegen. Nach der Profilwahl hat der Spieler drei Wahlmöglichkeiten: Das „Trainingsgelände“ ist ein Hindernisparcours, der in einer bestimmten Zeit durchflogen werden muss. Die „historischen Missionen“ sind einzeln auswählbare Einsätze, die teilweise als Tutorial für den eigentlichen Hauptteil des Spiels dienen.
Den Hauptteil stellen die „Feldzüge“ dar. Diese (zunächst drei, mit Erweiterungen fünf) Feldzüge sind lineare Abfolgen von Missionen. Es gibt keine Verzweigungen; Missionen müssen grundsätzlich so oft wiederholt werden, bis sie erfolgreich abgeschlossen werden. Auffallend ist, dass im Gegensatz zu Wing Commander auf eine Hintergrundgeschichte auf Ebene des Spielers und anderer Piloten konsequent verzichtet wurde. Andere Jagdpiloten der Rebellen treten nur durch ihre Rufzeichen („Rot 1“, „Gold 2“ etc.) in Erscheinung. Die Handlung wird stattdessen nur durch die Missionsbeschreibungen und einzelne Zwischensequenzen weiterentwickelt. Die Missionen sind das eigentliche Herzstück von X-Wing, da sie in Sachen Komplexität und Taktik die meisten anderen Weltraumsimulationen übertreffen. Geskriptete Ereignisse führen durch das jeweilige Szenario, das so meist aus ruhigeren und auch zeitkritischen Phasen besteht. Es gibt feste Missionsziele, die häufig verlangen, dass der Spieler eigene Schiffe vor Angriffen beschützt. Da die KI der Gegner ebenfalls unterschiedliche Missionsziele verfolgt, gilt es abzuwägen, ob man sich zuerst um die auf einen selbst angesetzten Jäger kümmern oder die eigenen Schiffe vor den Torpedos der Bomber schützen soll. Häufiger als in vergleichbaren Spielen kommt hierbei der Flügelmann zum Tragen, der zwar keine hohe Trefferquote hat, Gegner aber effektiv ablenken kann. Von taktischer Bedeutung ist auch das „Energiemanagement“: Die Energie von Lasern und Schilden kann in mehreren Stufen geregelt werden. Dies ist nötig, da sich sowohl Laserbänke als auch Schilde in Normalstellung nicht wieder aufladen. Andererseits wirkt sich eine hohe Einstellung negativ auf die Geschwindigkeit aus.
Einziges Kriterium bei der Bewertung der Mission ist, ob die vorgegebenen Ziele erfüllt werden konnten. Für Abschüsse und Trefferquoten werden Punkte vergeben, die in Beförderungen oder Auszeichnungen resultieren können. Bei Nichterfüllen eines Primärzieles muss die Mission solange wiederholt werden, bis sie erfolgreich zum Abschluss gebracht wird. Nach dem Abschluss eines Feldzugs können die darin enthaltenen Zwischensequenzen beliebig angesehen werden.

## Entwicklungsgeschichte
Als 1992 die Programmierung von X-Wing begann, wehte gerade ein frischer Wind durch das Star-Wars-Franchise: Neun Jahre nachdem der letzte Star-Wars-Film in den Kinos angelaufen war, brachte Timothy Zahns Thrawn-Trilogie, die die Geschichte vom Krieg der Sterne weitererzählte, die Saga wieder ins Gespräch. Zu dieser Zeit beschränkte sich die Auswahl an Star-Wars-Spielen auf einfachere Arcade- und Konsolenspiele. Chris Roberts’ Wing Commander hatte aber bereits 1990 bewiesen, dass moderne Computer inzwischen in der Lage waren, komplexe Weltraumsimulationen zu berechnen.
LucasArts beauftragte Edward Kilham, der bis dahin an mehreren erfolgreichen LucasArts-Adventures mitgearbeitet hatte, und Lawrence Holland mit der Entwicklung eines würdigen Konkurrenten. Holland hatte zuvor mit seinem Team mehrere Flugsimulationen programmiert, die im Zweiten Weltkrieg angesiedelt waren, darunter das erfolgreiche Secret Weapons of the Luftwaffe. Ein Großteil der Programmierer dieses Titels übernahm auch die Arbeit an X-Wing (ihre nachfolgenden Spiele wurden unter dem Label „Totally Games“ entwickelt).

### Design
X-Wing nutzt und erweitert die Gegebenheiten der alten Filmtrilogie. Die spielbaren Maschinen der Rebellen entsprechen wie die TIE-Jäger des Imperiums den Modellen, die auch in den Filmen zu sehen sind. Gleiches gilt für die Großkampfschiffe, wie Mon-Calamari-Kreuzer und Sternzerstörer. Andere Schiffstypen wurden aus spieltaktischen Gründen selbst designt: Fracht wird allgemein mit langsamen, unbewaffneten Frachtern oder Containern transportiert. Das „Angriffs-Kanonenboot“ wurde erfunden, um dem Spieler neben TIE-Jägern auch einen großen, mit Schilden geschützten Jäger als Gegner zu stellen. Der „Sturmtruppen-Transporter“ gibt den Missionen eine zusätzliche taktische Variation, da diese gegnerische Schiffe kapern können, dabei selbst aber schutzlos sind. Ansonsten wurde besonders wert darauf gelegt, dass Star-Wars-Fans Details aus den Filmen im Spiel wieder finden: So lassen sich die „S-Folienflügel“ des X-Flüglers zusammenklappen. Wie in Episode IV erwähnt, ist es auch möglich, „doppelte Energie“ auf die Deflektorschilde des Schiffes zu geben.

### Spielphysik
Wie bei den meisten Weltraumsimulationen wird auch bei X-Wing auf eine realistische Physik-Engine weitgehend verzichtet. Alle Schiffe reagieren bei Manövern praktisch ohne Trägheit. Die relative Geschwindigkeit der Schiffe zueinander ist – auch im Vergleich zu anderen Weltraumsimulationen – gering. Kämpfe finden zumeist in Form von dog fights zwischen einzelnen Jagdmaschinen statt. Geschossen wird zumeist mit Laserkanonen, deren langsame Geschosse ein genaues Vorhalten beim Schießen erfordern. Dadurch entsteht eher der Eindruck einer Flugsimulation aus der Zeit der Weltkriege, ähnlich wie in den "Krieg der Sterne"-Filmen.

### Grafik
Bei der Grafik-Engine gingen die Programmierer einen anderen Weg als jene des Quasi-Vorbildes von X-Wing. Bei Wing Commander wurden Objekte mittels verschiedener Sprites, abhängig vom Blickwinkel, dargestellt. Diese Technik ermöglichte recht gute Ergebnisse bei geringem Rechenaufwand. Die Wechsel zwischen zwei Sprites erfolgen jedoch abrupt, Richtungsänderungen der Schiffe können so nicht flüssig dargestellt werden. Große Objekte konnten in das Spiel fast gar nicht einbezogen werden, da der Spieler durch die zweidimensionalen Sprites nicht sieht, wo genau die Außengrenzen des Schiffs sind.
X-Wing wählte dagegen die Darstellung durch Polygonmodelle. Diese Technik fand bereits bei Flugsimulationen Anwendung. Die 3D-Modelle wurden dabei per Flat Shading mit einfarbigen Flächen versehen, deren Helligkeit je nach Blickwinkel verändert werden konnte. Auf den ersten Blick waren die so entstehenden Modelle detailärmer als jene aus Wing Commander, wie sich besonders bei dem Versuch, ein Asteroidenfeld darzustellen, zeigt. Allerdings waren bei X-Wing flüssige Flugbewegungen der Schiffe möglich; außerdem wurden Großkampfschiffe – insbesondere die scheinbar unbezwingbaren „Sternzerstörer“ – fester Bestandteil der meisten Missionen.
Einziger Grafikmodus ist VGA mit 320×200 Bildpunkten und 256 Farben.

### Ton
X-Wing war das erste Spiel von LucasArts, das keine Unterstützung für den Systemlautsprecher mehr anbot. Unterstützt wurden stattdessen die Systeme AdLib, Sound Blaster, Roland MT-32 und General MIDI. Ein Großteil der Soundeffekte wurden als Audiosample direkt aus den Star-Wars-Filmen übernommen. Die Komposition der Musik übernahmen Michael Land, Peter McConnell und Clint Bajakian mithilfe ihres iMUSE-Systems, das bereits in den LucasArts-Adventures Monkey Island 2 und Indiana Jones 4 zum Einsatz gekommen war. iMUSE ermöglichte es, die Raumflüge des Spielers mit einer durchgehenden Hintergrundmusik zu versehen und wurde über die damals übliche OPL-2 Synthesizer oder Wavetable Technik abgespielt. Die iMUSE Technik erlaubt es, sich den jeweiligen Situationen anzupassen. Teile der Musik sind Arrangements des ursprünglichen Star-Wars-Soundtracks von John Williams, andere Stücke wurden neu komponiert und fügen sich nahtlos in den Soundtrack ein. Einzelne, wichtige Sätze sowie die Zwischensequenzen sind mit Sprachausgabe vertont, die Missionsbeschreibungen werden aber lediglich als Text dargestellt.

## Rezeption
Grafik, Sound und Gameplay setze neue Standards. Die Originalmusik aus dem Film werde perfekt integriert. Die Kombination von Vektorgrafik-Flächen und Rastergrafik-Details sei technisch gut gelöst. Der Simulationsanteil sei vergleichsweise hoch. Der Schwierigkeitsgrad sei hoch, aber der Spieler werde mit durchdachten Highscore-Tabellen motiviert. Auf die Darstellung der Piloten werde komplett verzichtet. Dialoge oder eine Handlung fehlen. Teils seien die Missionen als Puzzles angelegt und der Spieler müsse die einzig mögliche Lösung austüfteln. Das Handbuch sei schlecht übersetzt und weise den Spieler schlecht in die notwendigen Taktiken ein. Das Spielgefühl sei im Vergleich zu Wing Commander schneller, wenn auch die Grafiken weniger detailliert seien. Das Spiel verletze ohne Not den Kanon der Star-Wars-Reihe.

## Erweiterungen

### Imperial Pursuit
Bereits im Sommer 1993 erschien die erste Erweiterung zu X-Wing. Imperial Pursuit fügte dem Spiel eine neue, vierte Kampagne hinzu, die aus 16 Missionen bestand. Erstmals wurde hierin ein Teil der Geschichte zwischen den Film-Episoden IV und V erzählt. Einzige weitere Neuerung war der dem X-Flügler deutlich überlegene „TIE Mk II“, der auf dem Modell von Darth Vaders Jäger beruhte, welcher in der letzten Todesstern-Mission aufgetaucht war. Softgold veröffentlichte das Add-on auch unter der Bezeichnung „Upgrade Kit“. Mit diesem Modul konnten Käufer des englischsprachigen Hauptspiels ihr Programm gleichzeitig in die deutsche Version umwandeln.
Feldzug IV – Imperial Pursuit
Nachdem der Todesstern vernichtet ist, wird die Rebellenbasis auf Yavin IV von der imperialen Sternenflotte angegriffen und muss evakuiert werden. Die Piloten der Defiance helfen unter anderem bei der Evakuierung des Mon-Calamari-Kreuzers Maximus und der Fregatte Anvil, die von den Imperialen schwer beschädigt wurden und aufgegeben werden müssen.
Nach der Flucht offenbart sich die nächste Krise: Die Nahrungsreserven gehen zur Neige. Einen Ausweg bietet Overlord Ghorin, der angeblich dem Imperium abschwören will und der Allianz eine große Menge Getreide verkauft. Nachdem der Handel abgeschlossen ist, stellt sich jedoch heraus, dass das Getreide vergiftet ist. Als Vergeltung starten die Rebellen die Operation „Grain Snatch“. Piloten der Defiance erobern eine Lieferung Ghorins an das Imperium und tauschen das Getreide aus. Für seinen scheinbaren Verrat am Imperium wird Ghorin von Darth Vader ermordet.
Farlander trifft zu dieser Zeit erstmals auf Prototypen eines neuen Jägers des Imperiums: den TIE Mk II (im Original „Advanced TIE“). Es gelingt den Rebellen, einige unbemannte Prototypen zu stehlen und zu untersuchen. Dabei wird ein neu entwickeltes Schildsystem entdeckt, das auch in Korvetten eingesetzt werden soll. Die Rebellen starten Operation „Ram’s Head“, um eine solche Korvette zu entwenden. Keyan Farlander gelingt es, die betreffende Korvette auszuschalten und ihren Geleitschutz zu zerstören. Diese mit extrem starken Schilden ausgestattete Korvette wird schließlich verwendet, um eine Reihe Sternzerstörer, die sich in einem Reparaturdock befinden, zu rammen und unbrauchbar zu machen. Farlander erhält für seine Leistung den Orden „Schild von Yavin“.

### B-Wing
B-Wing erschien im Herbst 1993. Im Vergleich zu Imperial Pursuit war diese Erweiterung umfangreicher: Für den neuen spielbaren „B-Flügler“ wurden ein Trainingsparcours und die üblichen sechs Trainingsmissionen hinzugefügt. Die neue Kampagne bestand aus nunmehr 20 Missionen. Die Erweiterung schließt in zweierlei Hinsicht eine Lücke: Zum einen wird die Geschichte bis zur Ankunft der Rebellen auf Hoth (und somit etwa bis zum Beginn von Episode V) weitererzählt. Zum anderen war der B-Flügler der einzige Raumjäger der Rebellen, der zwar in der alten Trilogie zu sehen gewesen war, in X-Wing aber weder spielbar war noch überhaupt erwähnt wurde.
Feldzug V – B-Flügler
Die Allianz der Rebellen, immer noch auf der Suche nach einer neuen Basis, plant die Indienststellung eines neuen, selbstentwickelten Bombers. Als das Imperium die Produktionswerft des B-Flüglers entdeckt, erhalten die Rebellen unerwartet Hilfe der isolationistischen Rasse der Habassa. Angriffe und Entführungen des Imperiums treiben diese den Rebellen in die Arme. Von ihnen erhält die Allianz Daten über mögliche Standorte für eine neue Geheimbasis. Besonders vielversprechend erscheint der Eisplanet Hoth.
Das Imperium versucht derweil die verstreute Flotte der Rebellen mittels Raumsonden aufzuspüren. Der Sternzerstörer Relentless führt eine kleine Flotte imperialer Schiffe, um die Suche zu koordinieren. Um ihre Spuren zu verwischen, setzen die Rebellen alles daran, diese Flotte zu zerstören. Den Höhepunkt dieser Operation bildet der Angriff auf die Relentless mit Hilfe der neuen B-Flügler. Farlander ist erneut der Pilot, der den Schutzschild des Sternzerstörers ausschaltet. Nach dieser Aktion gelingt es der Allianz, unerkannt zum Eisplaneten Hoth zu entkommen und dort ihre neue Basis zu errichten. (An dieser Stelle setzt Episode V an.)

## Versionen
X-Wing erschien ursprünglich am 15. Februar 1993 auf fünf 3½"-Disketten, programmiert für PCs mit MS-DOS. In Deutschland wurde der Vertrieb von der Firma Softgold übernommen, die das Spiel zunächst auf Englisch mit deutschen Handbüchern veröffentlichte. Später erschien eine komplett deutsche Version.

### CD-ROM Edition
Nach dem Erscheinen des Nachfolgers Star Wars: TIE Fighter, veröffentlichte LucasArts 1994 eine neue Version von X-Wing: Die CD-ROM Edition (im Original Collector’s CD-ROM) umfasste das Originalspiel und beide Erweiterungen. Verbessert wurde die Grafik, die nun aus TIE Fighter bekannte Techniken, wie Gouraud Shading anwandte, um die Raumschiffmodelle realistischer wirken zu lassen. Die große Kapazität der CD-ROM wurde genutzt, indem nun alle Missionsbeschreibungen als Sprache ausgegeben wurden. Auch wurden mehr Wave-Soundeffekte verwendet, wo zuvor nur Effekte aus FM-Synthese vorhanden waren (z. B. beim Vorbeiflug eines X-Flüglers). Unterstützt wurden nun zusätzlich die Soundsysteme Soundscape, Pro AudioSpectrum und Sound Blaster AWE32. Als Reaktion auf die Kritik der Spieler über den teilweise extremen Schwierigkeitsgrad wurden einzelne Missionen vereinfacht. Softgold veröffentlichte die Version komplett in Deutsch.
Die Collector’s CD-ROM erschien 1996 auch in einer Version für den Apple Macintosh mit System 7. Obwohl es sich hierbei um eine 1:1-Portierung des PC-Spiels handelte, wurde diese Version von der USK anders als die PC-Variante ab 16 Jahren freigegeben.

### X-Wing Collector Series
Unter der Leitung von Lawrence Hollands Totally Games entstand 1998 eine Neufassung von X-Wing, welche zusammen mit einem ebenso bearbeiteten TIE Fighter und einer Light-Version von X-Wing vs. TIE Fighter als Kollektion verkauft wurde. Die auch „X-Wing 95“ genannte Bearbeitung war für Windows 9x/Me programmiert und erhielt die aus X-Wing vs. TIE Fighter bekannte Grafik-Engine mit Hardwarebeschleunigung via DirectX. Der ursprüngliche Plan, alle Zwischensequenzen und Hintergrundbilder neu zu gestalten, musste aus Zeit- und Kostengründen aufgegeben werden. Das Ergebnis ist eine Mischung aus hochauflösenden Render-Grafiken und handgezeichneten Sequenzen in der Auflösung 320×200. Zudem hielt man die Umstellung des iMUSE-Musiksystems auf die DirectX-Schnittstelle für zu aufwendig. Stattdessen wurden Teile von John Williams’ Filmsoundtrack als Audio-CD-Titel mit auf den Datenträger gepresst.
Im Jahr 2000 erschien diese Version in einer weiteren Kollektion: der X-Wing Trilogy. Diese war erweitert um das im Vorjahr erschienene X-Wing Alliance. Beide Kollektionen erschienen nicht im deutschsprachigen Raum.